# 根津ゆかり
根津 ゆかり（ねづ ゆかり、1969年10月19日 - ）は、テレビショッピングチャンネル、ショップチャンネルのキャスト（元新潟総合テレビアナウンサー）。

## 人物
- 1969年10月19日、東京都中野区生まれ。
- 身長:150cm
- バスト：アンダー70・トップ85・カップ：F
- 血液型：B型
- 趣味：着物、ビアフェス
- 自宅では、ソマリの猫「キャロン」とラグドールの猫｢もち｣を飼っている。

実家（中野区にある）はラーメン屋である。中学時代には、余りにもおしゃべりが過度の為、親が学校に呼び出されたことがあるという。
1992年3月、日本大学芸術学部放送学科卒。専攻はアナウンス実習（当時の講師は露木茂）。その後、1992年4月 - 1995年3月まで、新潟総合テレビのアナウンサーを歴任（根津のおばは新潟県の出身であるという）。この時、フジテレビの『めざましテレビ』の初代新潟リポーターや同『平成教育委員会』女子アナスペシャルの同局代表も担当する。
NST退職後東京に戻り、ショップチャンネルの1996年11月1日の放送開始から現在まで同チャンネルのキャストを担当。
ショップチャンネルのキャストを担当してから数年後に結婚し、2008年3月22日に長女を出産（初出産）。産休の為、ショップチャンネルへの出演は2008年2月 - 2009年2月まで休止し、2009年3月13日から復帰している。

## 来歴
- 大のテレビ好きで、今でも毎日良くテレビを観ているという。TOKYO MXで放送している『5時に夢中!』も見ており、2010年10月25日に同番組にゲスト出演した。
- NSTアナウンサー時代、フジテレビの『平成教育委員会』女子アナスペシャルにおいて同局代表で出演した。
- ショップチャンネルのキャストの中では特に佐々木ひとみ、稲垣玲伊子らと非常に仲が良い。
- 産休・育児休暇中の間でも毎日ショップチャンネルを見ていたという。その休暇中、出産後の2008年10月31日の13時からの『老舗ヤマト屋コレクション』での放送（この時の担当キャストは稲垣玲伊子）で、一般ユーザーの1人として電話で番組に登場した[1]。
- 2008年の産休中に開設した根津自身のブログ「ゆかり庵」（外部リンクを参照のこと）では、家庭のこと、子育てのこと、そしてショップチャンネルのこと等を中心に色々と書かれている。特に長女は、同ブログのアイドル的存在でもある。

## 新潟総合テレビ同期入社
- 菊野麻子（現在フリー）
- 岡田花菜子（現在フリー）